# 伊勒河畔萨维尼亚克
伊勒河畔萨维尼亚克（法語：Savignac-de-l'Isle，法語發音：[saviɲak də lil]）是法国吉伦特省的一个市镇，属于利布尔讷区。

## 地理
伊勒河畔萨维尼亚克（44°59'24"N, 0°14'7"W）面积4.47 平方千米，位于法国新阿基坦大区吉倫特省，该省份为法国西南部沿海省份，是法國本土面积最大的省，北起滨海夏朗德省，西临大西洋，南至朗德省，东南接洛特-加龍省，东临多爾多涅省。
与伊勒河畔萨维尼亚克接壤的市镇（或旧市镇、城区）包括：莱比约、邦扎克、加尔贡、圣但尼德皮勒、圣马丹迪布瓦。

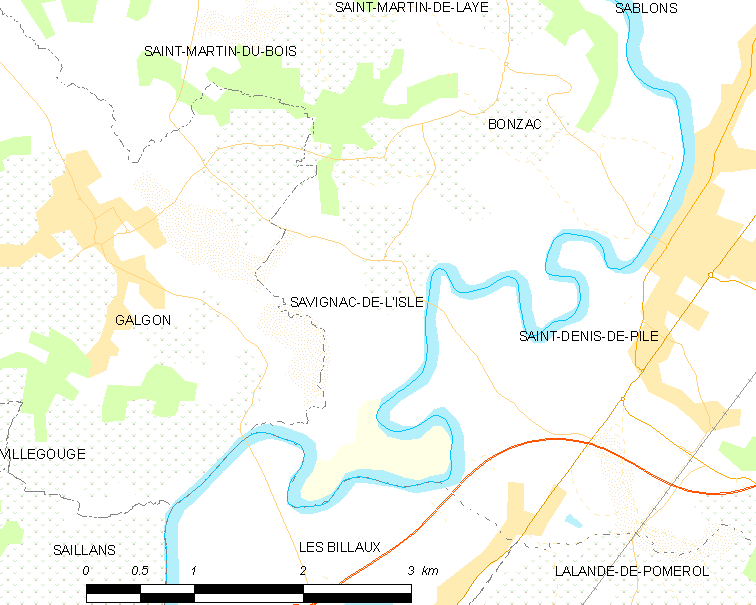
伊勒河畔萨维尼亚克的OSM定位图

伊勒河畔萨维尼亚克的时区为UTC+01:00、UTC+02:00（夏令时）。

## 行政
伊勒河畔萨维尼亚克的邮政编码为33910，INSEE市镇编码为33509。

## 政治
伊勒河畔萨维尼亚克所属的省级选区为北利布尔奈县。

## 人口

1962-2008年间伊勒河畔萨维尼亚克人口变化图示

伊勒河畔萨维尼亚克于2022年1月1日时的人口数量为603人。